# Congé-sur-Orne
Congé-sur-Orne è un comune francese di 325 abitanti situato nel dipartimento della Sarthe nella regione dei Paesi della Loira.

## Società

### Evoluzione demografica
Abitanti censiti